# Catalanística
La catalanística és el conjunt de disciplines relacionades amb la cultura catalana, que abasten des de la llengua, el patrimoni natural i cultural, la història o la geografia fins al pensament filosòfic o els estudis socials, passant per l'economia, les ciències o l'art. En un sentit més restrictiu, la catalanística és un terme referit a l'estudi científic de la llengua, la literatura i la cultura catalanes, format per paral·lelisme amb altres termes semblants, com ara anglística, germanística, hispanística, iberística o italianística.

## Associacions de catalanística
- Anglo-Catalan Society (ACS)
- Associació de Catalanistes de l'Amèrica Llatina (ACAL)
- Associació Internacional de Llengua i Literatura Catalanes (AILLC)
- Association Française des Catalanistes (AFC)
- Associazione Italiana di Studi Catalani (AISC)
- Deutscher Katalanistenverband (DKV)
- Federació Internacional d'Associacions de Catalanística (FIAC)
- North American Catalan Society (NACS)
- Societat Catalana de Llengua i Literatura (SCLL)